# アングストリンヌ＝ヴィルヌーヴ＝デ＝ゼスカルド
アングストリンヌ＝ヴィルヌーヴ＝デ＝ゼスカルド （Angoustrine-Villeneuve-des-Escaldes、カタルーニャ語:Angostrina i Vilanova de les Escaldes）は、フランス、オクシタニー地域圏ピレネー＝オリアンタル県のコミューン。1973年にアングストリンヌとヴィルヌーヴ＝デ＝ゼスカルド、2つのコミューンが合併して誕生した。

## 地理
コミューンはセルダーニュに属し、サン・マルタン谷の中にある。地域圏内最高峰であるピック・カルリ（fr）は、コミューン内にある。

## 人口統計
| 1962年 | 1968年 | 1975年 | 1982年 | 1990年 | 1999年 | 2007年 | 2010年 |
| ------ | ------ | ------ | ------ | ------ | ------ | ------ | ------ |
| 494    | 505    | 573    | 556    | 600    | 549    | 637    | 647    |

参照元:INSEE

## ギャラリー

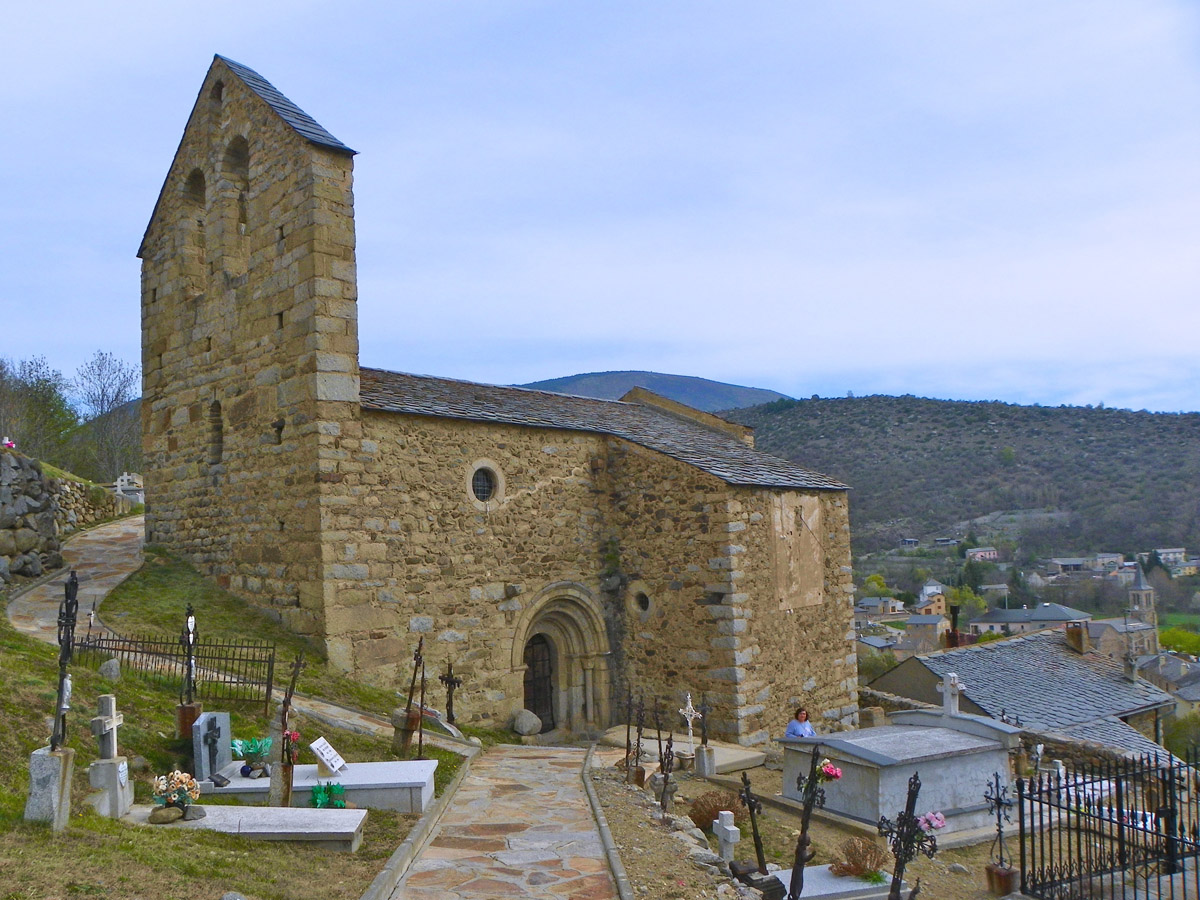
サンタンドレ教会
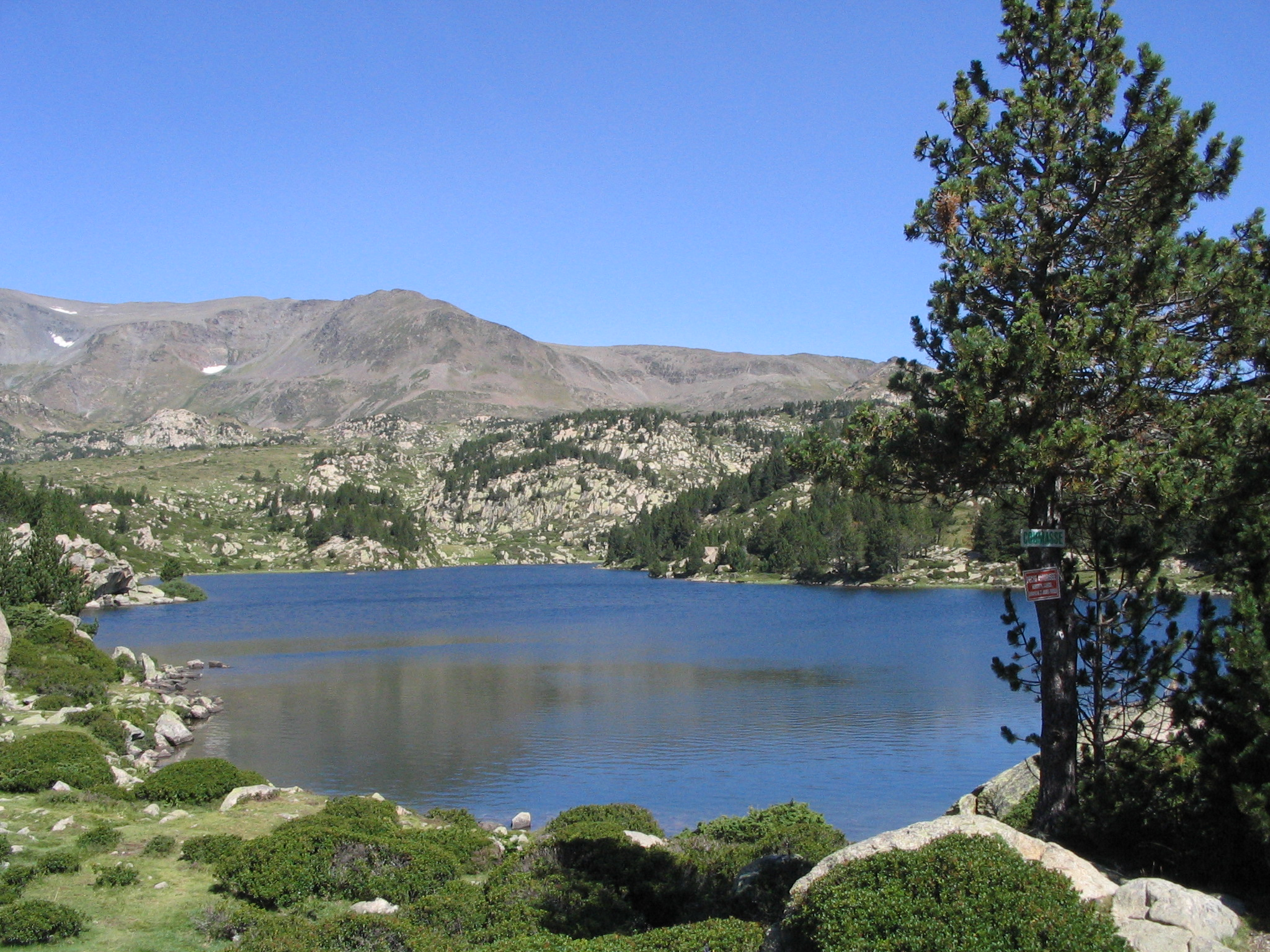
クマス湖
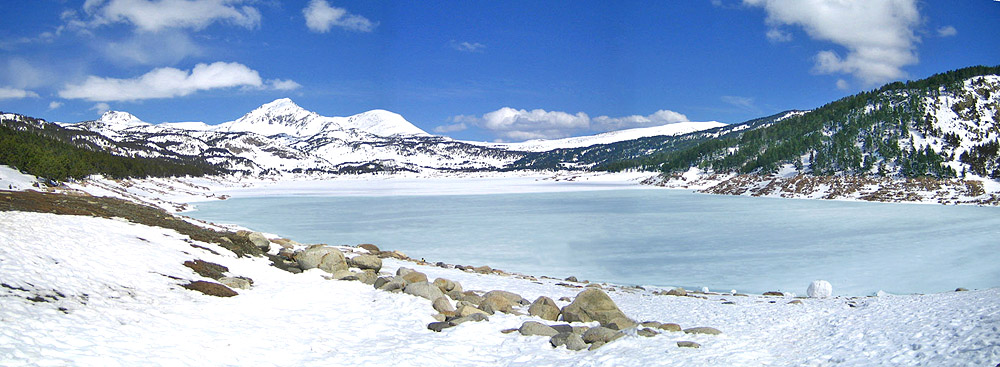
凍結したブイユーズ湖